# Adam Cohen
Adam Cohen (Montreal, 18 de setembro de 1972) é um cantor e compositor canadense.